# Ken Harris
Karyl Ross Harris, detto Ken (Contea di Tulare, 31 luglio 1898 – Woodland Hills, 24 marzo 1982), è stato un animatore e regista statunitense. Lavorò per numerosi studios, ed è ampiamente considerato uno dei migliori animatori della sua epoca. Di lui Chuck Jones disse: "Era un maestro animatore, un virtuoso... Ken Harris fece tutto".

## Biografia
Ken Harris nacque il 31 luglio 1898 nella Contea di Tulare. Suo padre era un agricoltore e la madre una casalinga. Aveva un fratello, Edwin, nato nel 1901. Edwin lavorava per una compagnia petrolifera in Arabia Saudita e vi morì in circostanze sospette. Karyl alla fine cambiò nome in Karol, poi in Ken (disse che la gente aveva difficoltà con lo spelling). Nei suoi primi anni lavorò per Reeve Gartzmann, una concessionaria di auto a Los Angeles, come assistente responsabile del servizio. Amava le auto e amava guidarle, infatti possedette un totale di 120 auto nella sua vita.
Ken non frequentò mai la scuola d'arte; tutto il suo talento di disegno arrivò naturalmente (una volta si propose alla Walt Disney Productions per la posizione di animatore, ma venne rifiutato per mancanza di istruzione artistica formale). La sua carriera iniziò con il Los Angeles Herald Examiner e l'Evening Express nel 1927, disegnando fumetti per la pagina sportiva. Negli anni '30 passò all'animazione con i Leon Schlesinger Studios, successivamente trasformati in Warner Bros. Cartoons, dove lavorò su Bugs Bunny, Daffy Duck, Wile E. Coyote e Beep Beep sotto la direzione di Chuck Jones per 28 anni. Fra le tante scene che Harris animò: Mamma Orsa che fa una scandalosa tap-dance (che Jones disse essere ispirata a Michael Maltese, "che poteva davvero ballare in quel modo") in La festa di Papà Orso; Wile E. Coyote che ingerisce pillole per il terremoto in Chi salta si fa male; la lunga sequenza di danza in Cane all'opera.
Dopo la chiusura della Warner Bros. Cartoons, Harris lavorò brevemente per Friz Freleng nei titoli di testa de La Pantera Rosa e per la Hanna-Barbera in Yogi, Cindy e Bubu. Quindi tornò sotto la direzione di Jones nei corti di Tom & Jerry, nello speciale TV Come il Grinch rubò il Natale e nella serie TV Off to See the Wizard, per la Metro-Goldwyn-Mayer.
Dopo il pensionamento venne assunto da Richard Williams nel suo studio di Londra per lavorare al suo lungometraggio The Thief and the Cobbler. Viaggiò a Londra per 4-6 mesi l'anno nei successivi dodici anni. Ken istruì diversi giovani animatori nello studio durante la produzione. Nel frattempo lo studio produsse A Christmas Carol (nel quale Harris animò Ebenezer Scrooge), che vinse un Oscar al miglior cortometraggio d'animazione ai Premi Oscar 1973. In seguito, quando Blake Edwards chiese a Williams di fare i titoli di testa per La Pantera Rosa colpisce ancora, ad essi lavorò anche Harris dato che aveva già partecipato a quelli del primo film. Tra questi successi per Richard Williams, Ken continuò a lavorare su The Thief and the Cobbler in produzione al 13 Soho Square, Londra.
Harris viveva con la sua seconda moglie Kathryn ad Agoura Hills. Nei suoi ultimi anni Harris sviluppò la malattia di Parkinson; morì al Motion Picture & Television Country House and Hospital di Woodland Hills (Los Angeles) il 24 marzo 1982, all'età di 83 anni.